# Johann Fiehn
Johann Fiehn (* 4. Dezember 1875 in Schwedt/Oder; † 20. September 1939) war ein preußischer Regierungsbaumeister, Landrat und Polizeidirektor.

## Leben
Fiehn absolvierte das Humanistische Hohenzollern-Gymnasium in Schwedt. Nach seinem Abitur studierte er Hochbau an der TH Charlottenburg. 1900 diente Fiehn als Einjährig-Freiwilliger im Brandenburgischen Jäger-Bataillon Nr. 3. Nach seinem Militärdienst wirkte er im Baufach. Im Ersten Weltkrieg leistete Fiehn Kriegsdienst. Mit Wirkung vom 4. Juni 1920 wurde Fiehn zum kommissarischen Landrat im Kreis Königsberg in der Neumark ernannt. Nach Differenzen mit dem Kreistag wurde er 1921 als Landrat abberufen. Fiehn wechselte als Hilfsarbeiter ins Preußische Ministerium des Innern. Am 1. April 1926 erfolgte die Ernennung zum kommissarischen Polizeipräsidenten in Bielefeld. Ab dem 15. August 1926 definitiv im Amt wurde er mit Erlass am 30. Oktober 1932 in den einstweiligen Ruhestand versetzt.